# Bourscheid-Plage
Bourscheid-Plage (en luxembourgeois : Buerschter Plage /bˈuːɐ̯ʃtɐplˈaːʃ/  ou parfois Buurschter Plage  et en allemand : Burscheider Strand) est une localité de la commune luxembourgeoise de Bourscheid située dans le canton de Diekirch.

## Géographie
Bourscheid-Plage se situe au bord de la Sûre au sud de Lipperscheid et à l'ouest de Bourscheid-Moulin. Elle est dominée par le château de Bourscheid sur l'autre rive. L'altitude varie entre 220 m et 230 m. 